# Aleksei Berezutski
Aleksei Berezutski (rus: Алексей Владимирович Березуцкий; Moscou, Unió Soviètica, 20 de juny de 1982) és un futbolista rus. Juga de defensa i el seu equip actual és el CSKA de Moscou.

## Biografia
Alekséi Berezutski va començar la seva carrera professional en el Torpede-ZIL, actual FC Moscou, equip que li va fitxar juntament amb el seu germà bessó Vasili Berezutski. A Alekséi se'l coneix com el major dels bessons Berezutski.
Després d'un breu pas pel FC Chernomorets Novorossiysk es marxa jugar al CSKA de Moscou el 2001, coincidint de nou amb el seu germà, que havia fitxat per aquest club uns mesos enrere. En la seva primera temporada va guanyar una Copa de Rússia, i en la següent va conquistar el títol de Lliga. La temporada 2004-05 el seu equip realitza un gran any i es proclama campió de la Copa de la UEFA, on va guanyar la final al Sporting de Lisboa per un gol a tres. Alekséi va marcar un dels gols de la final. També guanya aquest mateixa temporada la Lliga i la Copa de Rússia. Lamentablement a l'estiu no va poder proclamar-se campió de la Supercopa d'Europa en caure derrotat pel Liverpool FC. A l'any següent aconsegueix un triplet (Lliga, Copa i Supercopa).

## Internacional
Ha estat internacional amb la Selecció de futbol de Rússia en 42 ocasions. El seu debut com a internacional es va produir el 2003.
Va ser convocat per participar en la Eurocopa d'Àustria i Suïssa de 2008, encara que finalment no va arribar a debutar en aquest torneig.

## Clubs
| Club                         | País   | Any       |
| ---------------------------- | ------ | --------- |
| FC Moscou                    | Rússia | 2000-2001 |
| FC Chernomorets Novorossiysk | Rússia | 2001      |
| PFC CSKA Moscou              | Rússia | 2001-     |

## Títols

### Trofeus nacionals
- 3 Lligues de Rússia (CSKA de Moscou; 2003, 2005 i 2006)
- 3 Copes de Rússia (CSKA de Moscou; 2002, 2005 i 2006)
- 3 Supercopes de Rússia (CSKA de Moscou; 2004, 2006 i 2007)

### Trofeus internacionals
- 1 Copa de la UEFA (CSKA de Moscou; 2005)